# Лос-Аусінес
Лос-Аусінес (ісп. Los Ausines) — муніципалітет в Іспанії, у складі автономної спільноти Кастилія-і-Леон, у провінції Бургос. Населення — 145 осіб (2010).
Муніципалітет розташований на відстані близько 200 км на північ від Мадрида, 15 км на південний схід від Бургоса.
На території муніципалітету розташовані такі населені пункти: (дані про населення за 2010 рік)
- Кубільйо-дель-Сесар: 17 осіб
- Лос-Аусінес: 123 особи
- Сан-Кірсе: 5 осіб

## Демографія
Динаміка населення (INE ):